# Ermenberga
Ermenberga o Ermemberga (finals del segle vi - després de l'any 607), princesa visigoda, filla de Viteric.
A l'any 607 va ser promesa en matrimoni a Teodoric II de Borgonya i Austràsia, el qual va manifestar el desig de que l'enllaç matrimonial fos una penyora de duradora pau entre ambdós pobles. Viteric, que no de dubtava sobre la manera com els sobirans veïns havien vist el seu ascens al tron, va acceptar de bona gana una proposició que encoratjava la seva vanitat i es va donar presa en contestar satisfactòriament.
Ermemberga va partir cap a Borgonya amb els ambaixadors del rei Teodoric, acompanyada d'un gran sèquit, però romandria poc temps al costat del seu marit.
"Els ambaixadors van presentar la princesa al rei, a Chalóns de Saona, i va ser rebuda amb grans honors i testimonis particulars d'afecte i d'estima; però Brunequilda, que no havia pogut impedir aquesta negociació, va trobar la forma de neutralitzar el seu efecte en un temps en què tots, a no ser ella, ho haurien cregut impossible. Va fer sorgir incidents que varen retardar la celebració de les noces, i després, va atraure al seu costat a la germana del rei, Teodelana, que tenía molta influència sobre el seu germà, es va servir d'ella per fer que al rei no li agradés la princesa".
Ja fos, doncs, que Ermemberga fos poc bella, o que tingués algun defecte físic o moral exagerat extremada ment, o bé per alguna algra causa que els cronistes de l'època atribueixen a haver-se proporcionat herbes a Teodoric II, la veritat és que Brunequilda i Teodelana van canviar de tal forma l'opinió del rei respecte d'ella, que durant un any el rei va anar retardant el matrimoni, fins que per fi la va enviar de tornada a Hispania, cometent a més la indignitat de no tornar-li la seva dot.
Indignat per aquesta ofensa cap a la seva filla, Viteric es va aliar amb Clotari II, Teodobert II i amb Agilulf, rei dels longobards. Els seus exèrcits combinats haurien d'apoderar-se de Borgonya, els terrenys de la qual s'haurien d'haver dividit entre els tres sobirans, però Teodoric II va aconseguir que el seu germà Teodobert II abandonés la coalició, oferint-li millors condicions. L'abandonament de Teodobert II va causar desconfiança entre la resta de sobirans, i la coalició va quedar sense efecte.